# 影视飓风
潘天鸿（英語： Tim，1996年5月16日—），浙江杭州人，影视飓风创始人兼CEO。其毕业于英国肯特大学电影系，是中国大陆自媒体博主、导演、制片人、bilibili知名UP主。自2015年以来开始在bilibili和YouTube上发布视频，其后创办杭州星奥传媒有限公司，并组建了现在的团队，主要专注于制作影视、科普和数码等方面的内容。
影视飓风（英語：Mediastorm）是杭州星奥传媒有限公司经营的主頻道，其于2019年—2023年连续5年获得bilibili百大UP主称号。截至2024年11月9日，其bilibili粉丝数量达到1000万，视频拥有9.4亿次播放量。
除影视飓风外，杭州星奥传媒有限公司目前还有亿点点不一样、一步一部Rolling、飓多多StormCrew三个频道。名下另有独立品牌平移科技、频道飓风商店MediaStore以及TVC广告公司风瞳制作。2024年公司营收到达了亿级规模，利润也达到了千万级别。

## 个人经历
从初中起，潘天鸿就对数码产品产生浓厚的兴趣。由于学习成绩不理想，中考后他被父母送去英国读高中。2014 年，高一的他接触到视频剪辑和影视创作，并产生了分享教程和数码产品测评的想法，于是先后在YouTube、优酷和bilibili上创建了影视飓风频道，发布了第一个视频。
2015年高中毕业后，潘天鸿来到英国肯特大学电影系学习，其间一直在两个平台上更新视频。
2018年大学毕业后，他回国组建了自己的工作室，投入到视频制作中，并在父亲的建议下，将工作室公司化，并与盛嘉成（“阿盛”）和余志豪合伙创办了杭州星奥传媒有限公司，此时影视飓风频道在bilibili的粉丝量已经增长到10万。
2018年1月，在bilibili自媒体同行的引荐下，影视飓风为英雄联盟职业联赛拍摄宣传片，这是影视飓风第一部TVC广告。
2019年5月24日，盛嘉成与影视飓风观念不合，选择离开影视飓风。
之后，潘天鸿和团队以“无限进步”为理念创作视频。2019年底，其和团队使用氢气球将相机和写着万人心愿的纸条送入太空，记录此事的视频《升空30000米，我们把相机送出了地球》发布后迅速走红，影视飓风粉丝数量也突破100万，首次入选2019年bilibili百大UP主。
2020年12月，潘天鸿在新发布的视频中宣布了与余宁葳（网名：鱼林威w）的婚讯。不过在2024年11月5日，潘天鸿在社交媒体上公开发布了声明，称与余宁葳已和平分手，二人友好地结束婚姻关系，回归朋友身份。潘天鸿在声明中表示二人并无原则性问题或其他人牵涉，仅是意识到婚姻生活与恋爱关系存在较大差异，选择分开是为了更长远的发展。
2021年8月，影视飓风在bilibili开设分频道，名为亿点点不一样。
同年影视飓风与影石科技公司合作，两者共同购得一颗卫星，并通过长征二号丁运载火箭于2023年1月15日将设备发射到太空，使用广角相机拍摄地球全景并同窗展示之前收集的观众留言。
2023年，影视飓风拆分TVC广告业务。
2024年1月，影视飓风连续5年入选bilibili百大UP主，并被评为2023年度最高人气奖博主。
2024年7月6日，影视飓风旗下频道“一步一部Rolling”制作的短片《只要我在你就进不了》（导演：陈少博）和《杀车》（导演：余子豪）入选第十八届西宁FIRST青年电影展超短片展映单元。
2024年10月8日，影视飓风发布标题为《清晰度不如4年前！视频变糊是你的错觉吗？》的科普视频。视频中揭示了视频平台为降低流量费用支出，通过降低码率和调整编码格式压缩视频画质的现象。Tim指出，这种压缩视频画质的方法，已经影响了博主的内容表达。次日，该视频在全网下架，引发网络热议。影视飓风通过社交平台回应称：“因为多方原因，有关清晰度的视频只能全网下架了，我们仍然希望互联网技术可以不断演进，让大家看到更清晰的视频。”
同年10月24日，潘天鸿在接受新华网、腾讯视频出品的纪录片《扬声》中，接受新华社记者张扬访谈。在访谈中回应了有关清晰度的视频下降的问题，潘天鸿称“是出于对平台方的尊重而选择下架视频”。同时潘天鸿在视频中提到2024年影视飓风营收到达了亿级规模，利润也达到了千万级别。
2024年11月9日，影视飓风bilibili粉丝数量达到1000万。
2024年11月16日，影视飓风旗下频道“一步一部Rolling”制作的短片《好着呢》入围第五届金鸡手机电影计划，获得最佳艺术探索荣誉，该片由陈少博执导。

## 评价
影视飓风作为bilibili影视区的顶流和“画质一哥”，其影片品質和产出效率都非常高，科普和教程优秀且“接地气”，拉近了普通人和影视科技的距离。同时，潘天鸿及团队乐于分享的精神、人文关怀的理念和与观众亦师亦友、共同成长的过程也为其赚取了大量粉丝。bilibili在2023百大UP主颁奖典礼上评价其“不断探索科技向善，为观众带来无数惊喜与感动”。

## 旗下频道
|          | 短视频          | 长视频       |
| -------- | --------------- | ------------ |
| 专业内容 | 一步一部Rolling | 影视飓风     |
| 大众内容 | 飓多多StormCrew | 亿点点不一样 |

## 注解
1. ↑  潘水苗，现任圆通速递股份有限公司总裁[4]。

## 外部連結
- 影视飓风的bilibili个人空间 （页面存档备份，存于）
- Mediastorm影视飓风的Youtube主页 （页面存档备份，存于）